# Leopold von Frankenberg-Ludwigsdorf
Pour les articles homonymes, voir Frankenberg.
Wolf-Sylvius-Leopold von Frankenberg und Ludwigsdorf (29 avril 1785, Breslau - 15 décembre 1878, château de Slawentzitz (de) (arrondissement de Cosel)), est un magistrat et homme d'État prussien. Il est le fils du général prussien Karl Wolfgang von Frankenberg und Ludwigsdorf (de) (1730-1791) et de son épouse Charlotte von Massow (1756-1836).

## Biographie

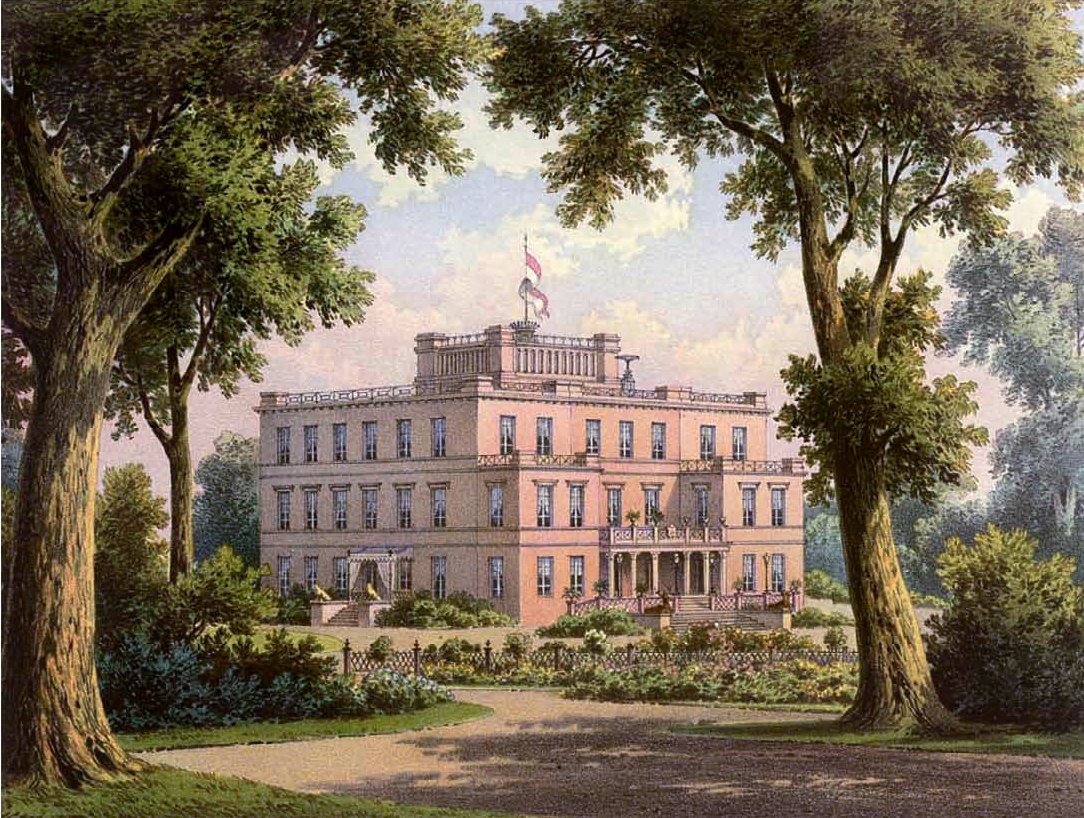
Le château de Slawentzitz où est mort Frankenberg.

Vice-président de l'Oberlandesgericht de Ratibor en 1830, puis de celui de Breslau, il est premier président de la Cour d'appel supérieur de 1832 à 1848, tout en président l'Oberlandesgericht de Posen à partir de 1835.
En 1840, il est nommé au Geheimer Rat.
Il siège à l'Union d'Erfurt à partir de 1850, ainsi qu'à la Chambre basse de Prusse.
En 1854, nommé Kronsyndikus (de), il rentre à la Chambre des seigneurs de Prusse, dont il devient directement le vice-président.
Il est Alterspräsident du Reichstag de la Confédération de l'Allemagne du Nord de 1867 à 1870, puis du Reichstag de l'Empire allemand de 1871 à 1874. Il était le plus ancien Alterspräsident du Zollparlament entre 1868 à 1870.
Il avait été fait grand-croix de l'ordre de l'Aigle rouge en 1867.

## Famille
Frankenberg épouse le 3 septembre 1817 Henriette von Sydow (de) (née le 10 mars 1791 au manoir de Stolzenfels et morte le 1er mars 1837). Le couple a les enfants suivants :
- Sylvius (1818-1818)
- Sylvia Charlotte (née le 11 octobre 1819 et morte le 18 février 1895) mariée en 1842 avec Carl Spiegel von und zu Peckelsheim (de) (né le 20 avril 1808 et mort le 25 juin 1886), conseiller privé prussien
- Arbogast (né le 23 août 1823 et mort le 25 septembre 1834)
- Leopoldine Deobata Hedwig Henriette (née le 17 juillet 1825 et morte le 24 mars 1902) mariée en 1848 avec Emil von Frankenberg und Ludwigsdorf (de), major général prussien